# Берегиня (газета)
«Береги́ня» — российская газета на русском языке, издание общественного экологического движения в защиту Волги «Поможем реке» под эгидой Международного социально-экологического союза, основное СМИ экологических активистов Поволжья и МСоЭС. Одна из старейших экологических газет России.

## Тематика
Начиная с первого выпуска в 1990 году, основное внимание в газете уделяется экологическим, технологическим, социальным и социально-правовым проблемам различного масштаба; публикации посвящены новостям и акциям экологического движения, защите прав на здоровую окружающую среду, защите водных ресурсов, охране живой природы, химической и атомной безопасности, альтернативам в быту, энергетике, сельском хозяйстве, зависимости здоровья от состояния окружающей среды, экологическому образованию и воспитанию.
В «Берегине» представлены природоохранные организации и их деятельность, аккумулирован передовой природоохранный опыт большинства регионов России.

## Общественный совет
Общественный совет «Берегини» по состоянию на ноябрь 2018 года:
- Святослав Игоревич Забелин,
- Андрей Львович Затока,
- Асхат Абдурахманович Каюмов,
- Елена Семёновна Колпакова,
- Алексей Юрьевич Книжников,
- Мария Валентиновна Черкасова[8].

## Распространение
Тираж ежемесячного выпуска «Берегини» — 1000 экземпляров (данные на II полугодие 2018 года). Распространяется в 65 регионах России, ранее распространялась также в 31 стране мира, издавалась совместно с немецким «Зелёным движением». Газету получают общественные экологические и природоохранные организации регионов страны, все школы и библиотеки Нижегородской области, естественнонаучные факультеты нижегородских вузов, региональные законодательные органы и органы власти.

## Награды
«Берегиня» — призёр региональной премии «Сосновая ветвь»—2011; лауреат премии Союза журналистов России «За журналистское мастерство»; победитель всероссийских конкурсов СМИ «Экология России» (1998, 2000, 2005), «Я, ты, мы вправе» (2011), федерального этапа конкурса экологической журналистики и просвещения «Серебряный стриж России — Начни с дома своего» 2017—2018 гг. (второе место в номинации «Очерк»).